# Toužim
Toužim (Duits: Theusing) is een stadje in de Tsjechische regio Karlsbad. De stad ligt op een hoogte van 612 meter, 22 kilometer ten zuiden van de districtshoofdstad Karlsbad.
Naast de stad zelf liggen ook de dorpen Bezděkov, Branišov, Dobrá Voda, Dřevohryzy, Kojšovice, Komárov, Kosmová, Lachovice, Luhov, Nežichov, Políkno, Prachomety, Radyně, Smilov en Třebouň in de gemeente. Aan de zuidkant van Toužim ligt het spoorwegstation Toužim, dat aan de lijn van Horní Slavkov naar Žlutice ligt.

## Geschiedenis
De eerste schriftelijke vermelding van Toužim stamt uit het jaar 1354. In 1469 gaf koning George van Podiebrad het de status van stad.  Toužim is de geboortestad van de componist Josef Antonín Sehling (1710–1756)
Abertamy · Andělská Hora · Bečov nad Teplou · Bochov · Boží Dar · Božičany · Bražec · Březová · Černava · Čichalov · Dalovice · Děpoltovice · Doupovské Hradiště · Hájek · Horní Blatná · Hory · Hroznětín · Chodov · Chyše · Jáchymov · Jenišov · Karlsbad (Karlovy Vary) · Kolová · Krásné Údolí · Krásný Les · Kyselka · Merklín · Mírová · Nejdek · Nová Role · Nové Hamry · Ostrov · Otovice · Otročín · Pernink · Pila · Potůčky · Pšov · Sadov · Smolné Pece · Stanovice · Stráž nad Ohří · Stružná · Šemnice · Štědrá · Teplička · Toužim · Útvina · Valeč · Velichov · Verušičky · Vojenský újezd Hradiště · Vojkovice · Vrbice · Vysoká Pec · Žlutice